# Городище (Полтавская область)
Городи́ще (укр. Городище) — село,
Мелеховский сельский совет,
Чернухинский район,
Полтавская область,
Украина.
Код КОАТУУ — 5325182603. Население по переписи 2001 года составляло 497 человек.

## Географическое положение
Село Городище находится в месте впадения реки Многа (правый берег) в реку Удай (левый берег), выше по течению реки Многа на расстоянии в 0,5 км расположено село Вороньки, на противоположном берегу — сёла Мелехи и Загребелье. Русла рек сильно заболочены. К селу примыкает лесной массив. Через село проходит автомобильная дорога Т-1714.

## Объекты социальной сферы
- Клуб, перед которым установлен памятный знак в честь 1100-летия села.